# 562

562(오백육십이)는 561보다 크고 563보다 작은 자연수다.

## 수학
- 합성수로, 그 약수는 1, 2, 281, 562이다. 진약수의 합은 284이므로, 562는 부족수다.
  - 176번째 반소수다. 앞의 반소수는 559, 다음은 565다.
- 46번째 불가촉수다. 앞의 불가촉수는 556, 다음은 576이다.
- {\displaystyle 562=11^{2}+21^{2}}
  - 서로 다른 두 자연수의 제곱합으로 나타낼 수 있는 수다.
- {\displaystyle 53^{4}-1}은 562로 나누어떨어진다.

## 과학
- NGC 562(독일어판): 안드로메다자리 방향에 있는 나선은하.
- 562 살로메(영어판): 소행성.

## 교통
- 아우토반 562호선(영어판, 독일어판): 독일의 고속도로.
- 현도 제562호선

## 군사
- U-562(영어판, 독일어판): 제2차 세계 대전에 사용된 나치 독일의 군용 잠수함.

## 문화유산
- 대한민국의 보물 제562호: 경산 환성사 대웅전

## 기타
- 연도: 562년, 기원전 562년